# Sebestyén Károly (kritikus)
Sebestyén Károly, született Schosberger Károly, névvariáns: Schlossberger (Kaposvár, 1872. július 10. – Budapest, Józsefváros, 1945. január 5.) színikritikus, irodalomtörténész, filozófiai író, műfordító; a Színművészeti Akadémia (ma: Színház- és Filmművészeti Egyetem) igazgatója (1928–1930), a Kisfaludy Társaság tagja (1929).

## Életútja
Schosberger Mór lókereskedő és Krausz Róza fiaként született zsidó származású családban. Középiskoláit Kaposváron, egyetemi tanulmányait Budapesten, Lipcsében és Berlinben végezte. 1895-ben doktori és 1896-ban tanári oklevelet szerzett a magyar és a latin nyelvből és irodalomból. 1895 októberében a budapesti VII. kerületi állami főgimnáziumban a klasszika-filológia helyettes, 1897 májusában rendes tanára lett. 1912-től 1932-ig a Színművészeti Akadémia tanára, közben igazgató-helyettese, 1928–1930 között igazgatója volt. Elméleti tárgyakat: „esztétikát, dramaturgiát és költészettant tanított az általa képviselt konzervatív irodalmi irány szellemében.”
Már egyetemi hallgató korában több cikke jelent meg a Pesti Hírlapban. 1898 elejétől 1903 végéig a Magyarország című napilap színházi és irodalmi referense, 1904-től a Budapesti Hírlap szerkesztőségének tagja, majd a Pester Lloyd belső munkatársa volt.
Irodalomtudós, műfordító, évtizedeken át színikritikus volt egy személyben. Filozófiai és esztétikai tanulmányokat írt, főként a klasszikus hagyományokat kedvelte. „Két fő szerelme volt: a klasszikus ókor és Shakespeare; a görög filozófia és a dráma.”
A holokauszt áldozatai között tartják számon, de halála körülményeit nem említik.

## Családja
Kétszer nősült. 1895. október 26-án Budapesten, az Erzsébetvárosban házasságot kötött Bak Hedviggel (1872–1922). Második házastársa Mezey Géza és Engel Friderika lánya, Gizella volt, akivel 1925. május 30-án kötött házasságot.
Sebestyén György (Georges Sebastian) francia karmester apja, Sebestyén Ede újságíró, fordító, zenei szakíró bátyja.

## Munkái

### Könyvfejezetei, szerkesztett művei

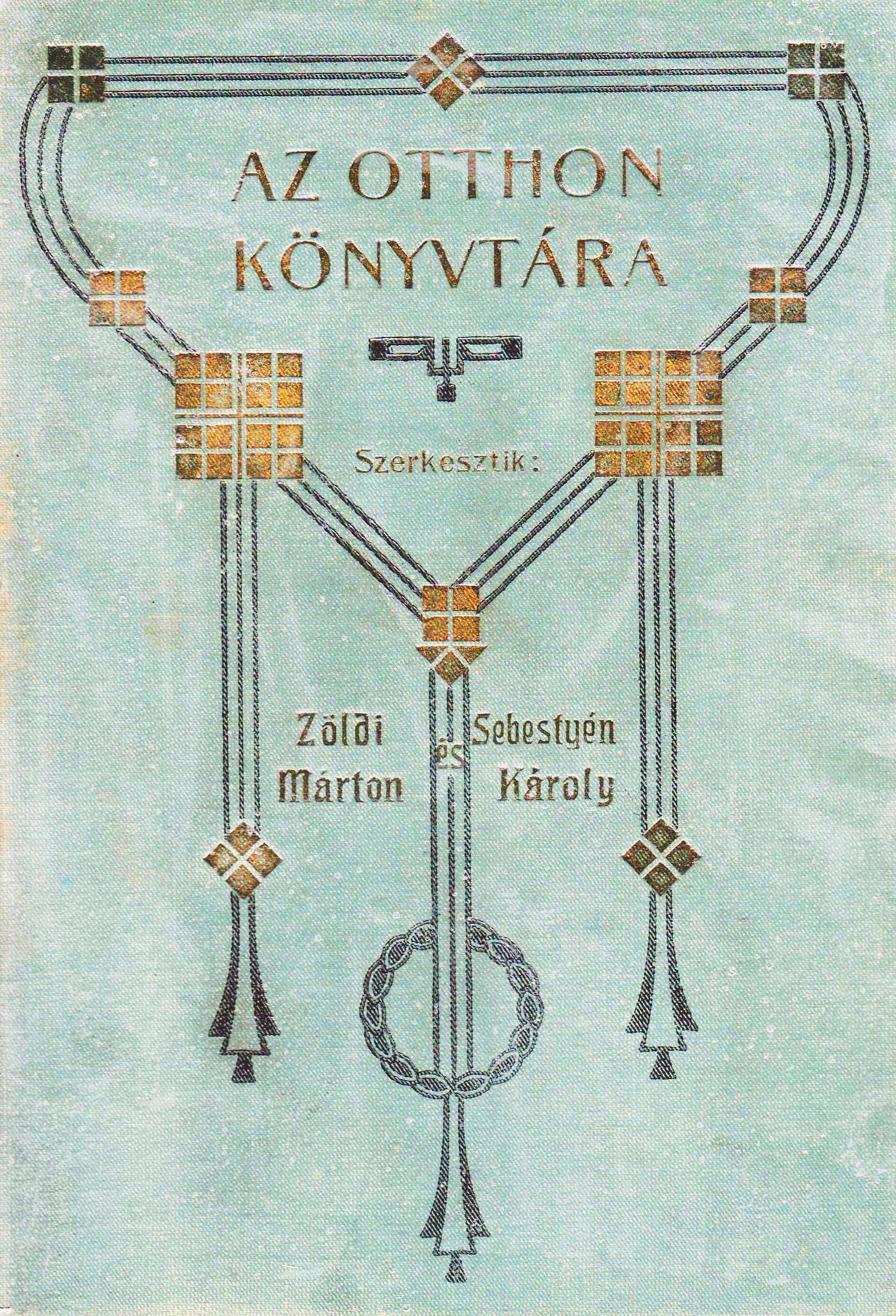
Az Otthon Könyvtára sorozat borítódísze

Cikket írt (Troilus és Kressida) a Beöthy Zsolt születésének hatvanadik fordulójára megjelent emlékkönyvbe (Budapest, 1908), Emlékkönyv Alexander Bernát 60-ik születése napjára című műbe (Budapest, 1910, Shakespeare római tragédiái), és a Magyar Shakespeare-Tár (Budapest, 1908–1909) első kötetébe is (Az Atheni Timon).
Szerkesztette Zöldi Mártonnal Az Otthon Könyvtára című sorozatot. Munkatársa volt a Tolnai világlexikona c. műnek. Fejezeteket írt A zsidók egyetemes története című szintézisbe is (A magyar zsidók története. 1301–1526. Kohn Sámuel nyomán összeállította Sebestyén Károly; A szombatosok története Erdélyben. Kohn Sámuel nyomán írta Sebestyén Károly).

### Önállóan megjelent könyvei, füzetei

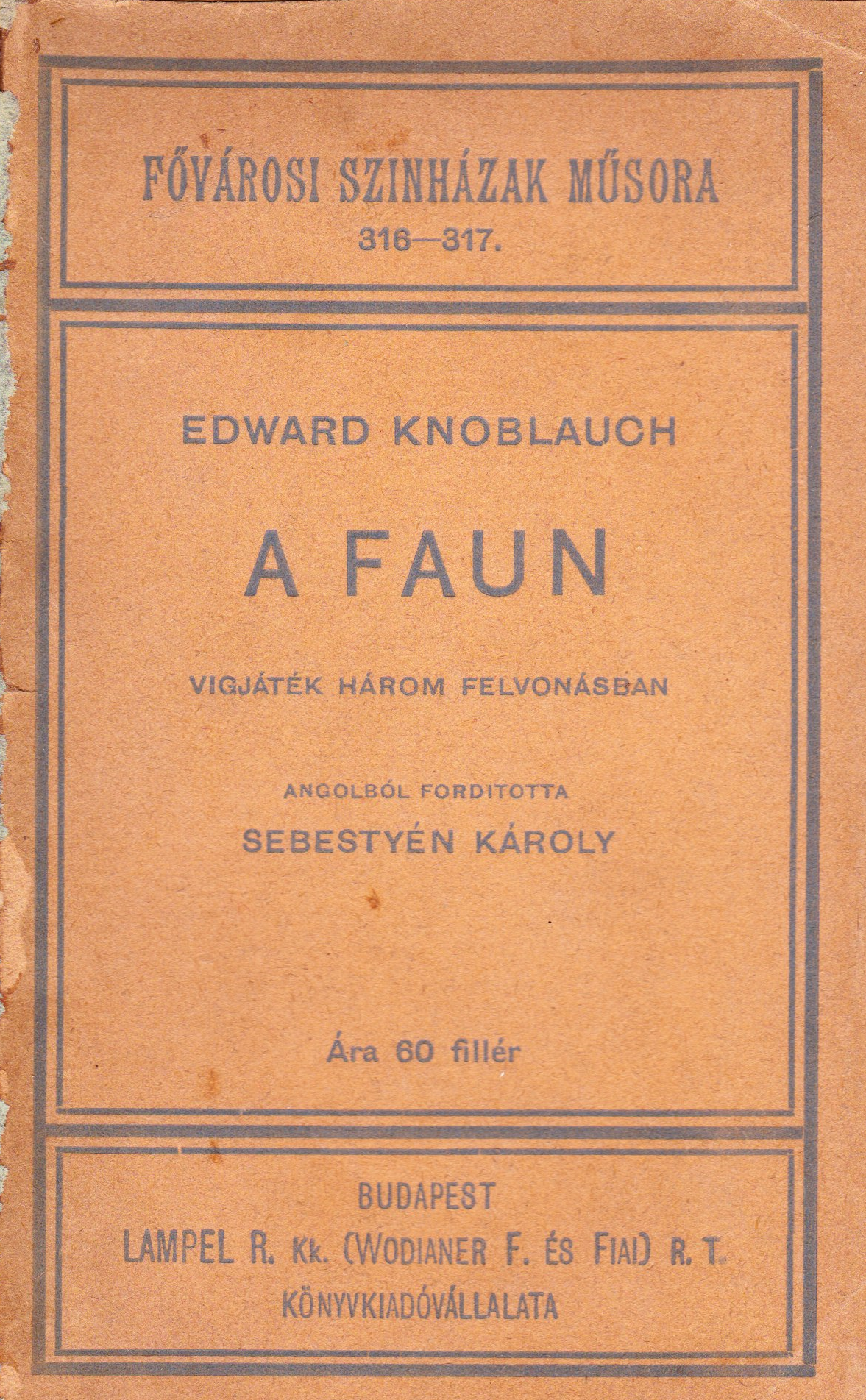
Edward Knoblock: A faun (Sebestyén Károly műfordítása)

- Back Izrael: Imádságos könyv zsidó hajadonoknak. A megboldogultnak irodalmi hagyatékából sajtó alá rendezte Sebestyén Károly. Budapest, 1894.
- A pseudo Phokylides. Tanulmány az alexandriai hellenista irodalom köréből. Budapest, 1895.
- Hajnalodik. Versek. Budapest, 1895.
- A görög gondolkodás kezdete Thalestől Sokratesig. Az összes töredékek forditásával. Budapest, 1898. (Filozófiai Írók Tára)
- Ünnepi költemény 1848. március 15-ike félszázados évfordulójára. A Naschitz-féle nyilv. felsőbb leányiskola ifjúságának írta Sebestyén Károly. Budapest, 1898.
- Julianus. Drámai költemény. Budapest, 1899.
- A római irodalom története. Szemelvényekkel magyar írók latin műfordításaiból. Budapest, 1902.
- A cinikusok. Tanulmány az antik ethika köréből. Budapest, 1902. (Filozófiai Írók Tára)
- Az ó-kor története középiskolák használatára. Egy színnyomatú melléklettel, 4 térképpel és számos, a szövegbe nyomott ábrával. Budapest, 1905. (Létmányi Nándorral)
- Shakespeare Athéni Timonja. Budapest, 1906.
- A római költészet történetének vázlata. 6 előadás. Budapest, 1908. (Népszerű Főiskolai Tanfolyam kiadványai)
- Henry Morton Stanley, a nagy afrikai kutató önéletírása. Átdolgozta: Sebestyén Károly. Budapest, 1912. (Karriérek)
- A színpad három évezreden át. Budapest, 1913.
- A primitív népek zenéje. Budapest, 1914.
- Napnyugati séták. Budapest, 1916. (Olcsó Könyvtár)
- Fischoff Emil emlékezete. Budapest, 1916.
- Herakleitos. Budapest, 1917.
- Dramaturgia. A drámai műfajok története és elmélete. Budapest, 1919.
- Makai Emil. Budapest, 1919. (Népszerű Zsidó Könyvtár)
- Shakespeare és az angol reneszánsz. Budapest, 1920.
- Emlékek és tanulmányok''. Budapest, 1921.
- A római irodalom kistükre. Budapest, 1923.
- Summa vitae. Visszatekintés egy életre I–II. Budapest, 1927. (Korunk Mesterei)
- Alexander Bernát. Budapest, 1934.
- Ilonkától – Izoldáig. Regény. Budapest, 1935.
- Shakespeare kora, élete, művei. Budapest, 1936.
- Munkák és napok. Sebestyén Károly válogatott tanulmányai''. Budapest, 1941.

Halála után megjelent újabb kiadások:
- A cinikus filozófia. Budapest, 1994.

### Műfordításai
- Scarborough György: Ki volt? Dráma 3 felvonásban. Fordította Sebestyén Károly. Budapest, é. n. (1900 k.)
- Henrik Ibsen: Perr Gynt. Drámai költemény. Fordította Sebestyén Károly. Budapest, 1903.
- Sutró Alfréd. Az acélkirály. Színmű 4 felvonásban. Fordította Sebestyén Károly. Budapest, 1907. (Magyar Könyvtár)
- Sudermann Hermann: Énekek éneke. Regény. Fordította Sebestyén Károly. Budapest, 1911.
- Edward Knoblock: A faun. Vígjáték 3 felvonásban. Angolból fordította Sebestyén Károly. Budapest, 1913.
- Terramare Georg: Odysseus öröksége. Tragédia 3 felvonásban. A színpad részére átdolgozta: Sebestyén Károly. Budapest, 1915.
- Romain Rolland: Danton. Forradalmi dráma. Fordította Sebestyén Károly. Budapest, 1920.
- Friedrich Schiller: Az orléans-i szűz. Fordította Sebestyén Károly. Budapest, 1921.
- Johann Wolfgang von Goethe: Clavigo. Fordította Sebestyén Károly. Budapest, 1923.
- Nietzsche Frigyes: A vidám tudomány, szemelvényekben. Fordította Sebestyén Károly. Budapest, é. n. (Modern Könyvtár)
- Pater Walter [Horatio]: A renaissance. Fordította Sebestyén Károly. Budapest, é. n. (Világkönyvtár)
- Bataille Henry: A fáklyák. Színmű 3 felvonásban. Fordította Sebestyén Károly. Budapest, é. n. (Fővárosi Színházak Műsora)
- Bennet Arnold: A megdicsőült. (The great adventure.) Furcsa komédia 4 felvonásban. Fordította Sebestyén Károly. Budapest, é. n. (Fővárosi Színházak Műsora)